# كين كوخر
كين كوخر (بالإنجليزية: Ken Kocher)‏ هو لاعب كرة قدم أمريكية أمريكي، ولد في 30 يوليو 1980 في فوليرتون في الولايات المتحدة.